# Кош-Алмурут
Кош-Алмурут (кирг. Кош-Алмурут) — село в Ала-Букинском районе Джалал-Абадской области Кыргызстана. Входит в состав Торогелди Балтагуловского айылного аймака.

## География
Село расположено в юго-западной части области, к северу от реки Касансай, на расстоянии приблизительно 5 километров (по прямой) к юго-юго-востоку от села Ала-Бука, административного центра района. Абсолютная высота — 1072 метра над уровнем моря.

## Население
Согласно оценочным данным Национального статистического комитета Кыргызской Республики, численность населения села на начало 2023 года составляла 2203 человека.
| год     | 2009 | 2014 | 2015 | 2020 | 2021 | 2023 |
| ------- | ---- | ---- | ---- | ---- | ---- | ---- |
| человек | 1786 | 1875 | 1920 | 2134 | 2171 | 2203 |